# Rachel Mayanja
Pour les articles homonymes, voir Mayanja.
Rachel N. Mayanja est une avocate et diplomate ougandaise. Elle est née dans la Région Centre en Ouganda. Actuellement[Quand ?], elle est conseillère spéciale du secrétaire général des Nations unies pour les questions de genre et la promotion de la femme. Elle a été nommée à ce poste par le secrétaire général des Nations unies Kofi Annan en 2004. Elle a le rang de sous-secrétaire général.

## Études
Rachel Mayanja possède un baccalauréat en droit (Bachelor of Laws) de l'université Makerere. Elle possède également un diplôme en Legal Practice du Law Development Centre à Kampala, la capitale de l'Ouganda et la plus grande ville du pays. Elle est titulaire d'un diplôme de Master of Laws de l'université Harvard, à Cambridge, Massachusetts, États-Unis.

## Carrière professionnelle
Rachel Mayanja rejoint les Nations unies peu après la première Conférence mondiale sur les femmes, tenue à Mexico du 19 juin au 2 juillet 1975. Elle travaille d'abord à la Division pour l'égalité des droits des femmes au Centre des Nations unies pour le développement social et les affaires humanitaires. En tant qu’assistante spéciale du sous-secrétaire général au développement social et aux affaires humanitaires, elle participe activement à l’élaboration de politiques et assiste à de nombreuses conférences non-gouvernementales et intergouvernementales sur des sujets concernant le genre, la famille, les handicapés, les jeunes et les personnes âgées.
De 1989 à 1990, Rachel Mayanja participe aux missions de maintien de la paix des Nations unies en Namibie avec le GANUPT, où elle travaille avec la police civile des Nations unies (UNPOL) pour superviser les élections qui doivent mener à l’indépendance.
De 1992 à 1994, elle sert dans la Mission d'observation des Nations unies en Irak et au Koweit (UNIKOM), où elle est chargée de fournir un appui administratif à la mission d'observation.
Entre 1995 et 1999, Rachel Mayanja occupe différents postes de haut niveau au Bureau de la gestion des ressources humaines, notamment comme cheffe du Service des systèmes communs et spécialisés, traitant des politiques relatives aux salaires et aux droits, ainsi qu'aux appels et aux cas disciplinaires.
En 1999, elle est secrétaire du groupe de travail du secrétaire général des Nations unies sur la réforme de la gestion des ressources humaines.
En 2000, elle est détachée par les Nations unies auprès de l'Organisation des Nations unies pour l'alimentation et l'agriculture en tant que directrice de la Division de la gestion des ressources humaines. Elle joue un rôle essentiel dans la mise en œuvre de la réforme de la gestion des ressources humaines à la FAO. C'est sa dernière affectation avant sa nomination à son poste actuel de diplomate.